# Gran Premio di Cina 2014
Il Gran Premio di Cina 2014 è stata la quarta prova della stagione 2014 del campionato mondiale di Formula 1. La gara, disputatasi domenica 20 aprile 2014 sul circuito di Shanghai, è stata vinta da Lewis Hamilton su Mercedes, al venticinquesimo successo nel mondiale; Hamilton ha preceduto sul traguardo il suo compagno di squadra, Nico Rosberg, e Fernando Alonso su Ferrari.

## Vigilia

### Sviluppi futuri
Viene ufficializzata dalla FIA la candidatura del team statunitense Haas Racing Developments quale nuova scuderia ammessa al campionato per la stagione 2015.

### Aspetti tecnici
La Pirelli, fornitrice unica degli pneumatici, ha deciso di portare per questa gara gomme di tipo medio e di tipo morbido, come nella stagione precedente.
La FIA conferma le stesse due zone di attivazione del DRS scelte per l'edizione del 2013. Il meccanismo potrà essere utilizzato sul rettilineo di partenza (con punto di determinazione del distacco fra piloti posto alla curva 16), e sul lungo rettilineo tra la curva 13 e la curva 14 (detection point stabilito alla curva 12).

### Aspetti sportivi
Pastor Maldonado, a seguito dell'incidente causato a Esteban Gutiérrez nel Gran Premio del Bahrein, perde cinque posizioni sulla griglia di partenza. Il venezuelano perde anche tre punti sulla Superlicenza FIA. La Federazione nomina Adrián Fernández quale commissario aggiunto per il Gran Premio. Il messicano, indicato per la prima volta, con esperienze alla 24 Ore di Le Mans e nel campionato Indycar fu in passato il manager di Sergio Pérez.
L'8 e 9 aprile il circuito di Manama, all'indomani del Gran Premio del Bahrein, ospita la prima sessione di test interstagionale prevista per il 2014. In entrambe le giornate le vetture più rapide sono le Mercedes.

La Corte d'Appello della FIA respinge il ricorso della Red Bull Racing sulla squalifica inflitta a Daniel Ricciardo al termine del Gran Premio d'Australia, prima gara della stagione, in cui il pilota era giunto secondo. La vettura era stata poi squalificata per un'irregolarità nel flussometro che controlla l'afflusso di carburante al motore.
Il 14 aprile si dimette da team manager della Scuderia Ferrari Stefano Domenicali: l'imolese aveva coperto tale ruolo dalla stagione 2008. Nel corso della sua esperienza la casa italiana ha vinto il titolo costruttori nel 2008. Al suo posto viene nominato Marco Mattiacci, presidente e amministratore delegato di Ferrari North America.
A seguito di un incontro della Grand Prix Drivers' Association, l'organizzazione che cura gli interessi dei piloti, tenutasi nel corso del weekend Gran Premio del Bahrein, i piloti evidenziano le difficoltà di molte scuderie nel pagare gli stipendi. I piloti stessi potrebbero decidere di scendere in sciopero qualora la situazione non si chiarisca.
La Sauber impiega, nelle prove libere, il terzo pilota Giedo van der Garde, come già avvenuto in Bahrein, al posto di Adrian Sutil, mentre la Williams ha schierato Felipe Nasr in luogo di Valtteri Bottas.

## Prove

### Resoconto
La prima sessione di prove è caratterizzata da una temperatura fresca e da qualche spruzzo di pioggia. Il più veloce è il pilota della Ferrari Fernando Alonso, che precede Nico Rosberg e Daniel Ricciardo. Lewis Hamilton ha compiuto solo 9 giri per un problema alla sospensione, mentre Kimi Räikkönen non ha potuto segnare nessun tempo valido a causa di un problema elettronico. Anche Sergio Pérez e Pastor Maldonado sono stati limitati nelle prove da noie tecniche.
Nella seconda sessione del venerdì scala in vetta Lewis Hamilton, che aveva perso la prima parte della stessa a causa ancora di problemi alle sospensioni. Il britannico ha preceduto Fernando Alonso e l'altro pilota della Mercedes Nico Rosberg. La Ferrari però sconta una minor punta di velocità rispetto alle vetture tedesche e una minor costanza sul passo di gara. In questa sessione Maldonado è andato a sbattere contro le barriere all'altezza dell'entrata dei box.
Una leggera pioggia ha accompagnato anche le prove libere del sabato, tanto che i piloti hanno affrontato la pista utilizzando gomme di tipo intermedio. Il più veloce è stato Daniel Ricciardo della Red Bull, che ha preceduto Felipe Massa e Romain Grosjean. È stato limitato da un guasto alle pinze dei freni il campione del mondo Sebastian Vettel, che ha chiuso con l'undicesimo tempo. I due piloti della Mercedes, Fernando Alonso e Kevin Magnussen non fanno segnare tempi validi durante la sessione.

### Risultati
Nella prima sessione del venerdì si è avuta questa situazione:
| Pos | Nº | Pilota           | Costruttore             | Tempo    | Gap    | Giri |
| --- | -- | ---------------- | ----------------------- | -------- | ------ | ---- |
| 1   | 14 | Fernando Alonso  | Ferrari                 | 1'39"783 |        | 20   |
| 2   | 6  | Nico Rosberg     | Mercedes                | 1'40"181 | +0"398 | 16   |
| 3   | 3  | Daniel Ricciardo | Red Bull Racing-Renault | 1'40"772 | +0"989 | 23   |

Nella seconda sessione del venerdì si è avuta questa situazione:
| Pos | Nº | Pilota          | Costruttore | Tempo    | Gap    | Giri |
| --- | -- | --------------- | ----------- | -------- | ------ | ---- |
| 1   | 44 | Lewis Hamilton  | Mercedes    | 1'38"315 |        | 25   |
| 2   | 14 | Fernando Alonso | Ferrari     | 1'38"456 | +0"141 | 28   |
| 3   | 6  | Nico Rosberg    | Mercedes    | 1'38"726 | +0"411 | 30   |

Nella sessione del sabato mattina si è avuta questa situazione:
| Pos | Nº | Pilota           | Costruttore             | Tempo    | Gap    | Giri |
| --- | -- | ---------------- | ----------------------- | -------- | ------ | ---- |
| 1   | 3  | Daniel Ricciardo | Red Bull Racing-Renault | 1'53"958 |        | 5    |
| 2   | 19 | Felipe Massa     | Williams-Mercedes       | 1'54"492 | +0"534 | 5    |
| 3   | 8  | Romain Grosjean  | Lotus-Renault           | 1'54"514 | +0"556 | 4    |

## Qualifiche

### Resoconto
Così come le prove libere anche le qualifiche si svolgono con la pioggia. Le precipitazioni sono però più consistenti tanto che i piloti sono costretti a montare gomme da estremo bagnato: solo le Caterham affrontano la pista con gomme intermedie. Il più veloce della sessione è Lewis Hamilton, che precede due tedeschi: Nico Hülkenberg e Sebastian Vettel. Pastor Maldonado non può girare durante la sessione e perciò è tra i non qualificati: assieme al pilota venezuelano, non passano in Q2 i due piloti della Marussia, i due della Caterham ed Esteban Gutiérrez.
Il passaggio delle monoposto sulla pista la rende meno bagnata così che i piloti optano per gomme intermedie. Anche in queste condizioni il più veloce è ancora Hamilton, che precede Vettel di 4 decimi; più lontano è Nico Rosberg, terzo, che chiude staccato di un secondo e due decimi. Vengono eliminati Kimi Räikkönen, le due McLaren, Daniil Kvjat, Adrian Sutil e Sergio Pérez.
La pioggia non è tale, nella fase decisiva, da obbligare i piloti a montare gomme da pieno bagnato. In testa si pone Sebastian Vettel, che però viene preceduto da Lewis Hamilton; nel corso della sessione nessuno è capace di battere il pilota della Mercedes che, anzi, è capace anche di migliorare il suo crono. Hamilton conquista la sua trentaquattresima pole position. La prima fila è completata da Daniel Ricciardo, molto veloce nella prima parte del tracciato, mentre la seconda è conquistata da Sebastian Vettel e Nico Rosberg.

### Risultati
Nella sessione di qualifica si è avuta questa situazione:
| Pos                         | Nº | Pilota            | Costruttore             | Q1          | Q2       | Q3       | Griglia |
| --------------------------- | -- | ----------------- | ----------------------- | ----------- | -------- | -------- | ------- |
| 1                           | 44 | Lewis Hamilton    | Mercedes                | 1'55"516    | 1'54"029 | 1'53"860 | 1       |
| 2                           | 3  | Daniel Ricciardo  | Red Bull Racing-Renault | 1'56"641    | 1'55"302 | 1'54"455 | 2       |
| 3                           | 1  | Sebastian Vettel  | Red Bull Racing-Renault | 1'55"926    | 1'54"499 | 1'54"960 | 3       |
| 4                           | 6  | Nico Rosberg      | Mercedes                | 1'56"058    | 1'55"294 | 1'55"143 | 4       |
| 5                           | 14 | Fernando Alonso   | Ferrari                 | 1'56"961    | 1'55"765 | 1'55"637 | 5       |
| 6                           | 19 | Felipe Massa      | Williams-Mercedes       | 1'56"850    | 1'56"757 | 1'56"147 | 6       |
| 7                           | 77 | Valtteri Bottas   | Williams-Mercedes       | 1'56"501    | 1'56"253 | 1'56"282 | 7       |
| 8                           | 27 | Nico Hülkenberg   | Force India-Mercedes    | 1'55"913    | 1'56"847 | 1'56"366 | 8       |
| 9                           | 25 | Jean-Éric Vergne  | STR-Renault             | 1'57"477    | 1'56"584 | 1'56"773 | 9       |
| 10                          | 8  | Romain Grosjean   | Lotus-Renault           | 1'58"411    | 1'56"407 | 1'57"079 | 10      |
| 11                          | 7  | Kimi Räikkönen    | Ferrari                 | 1'58"279    | 1'56"860 | N.D.     | 11      |
| 12                          | 22 | Jenson Button     | McLaren-Mercedes        | 1'57"783    | 1'56"963 | N.D.     | 12      |
| 13                          | 26 | Daniil Kvjat      | STR-Renault             | 1'57"261    | 1'57"289 | N.D.     | 13      |
| 14                          | 99 | Adrian Sutil      | Sauber-Ferrari          | 1'58"138    | 1'57"393 | N.D.     | 14      |
| 15                          | 20 | Kevin Magnussen   | McLaren-Mercedes        | 1'57"369    | 1'57"675 | N.D.     | 15      |
| 16                          | 11 | Sergio Pérez      | Force India-Mercedes    | 1'58"362    | 1'58"264 | N.D.     | 16      |
| 17                          | 21 | Esteban Gutiérrez | Sauber-Ferrari          | 1'58"988    | N.D.     | N.D.     | 17      |
| 18                          | 10 | Kamui Kobayashi   | Caterham-Renault        | 1'59"260    | N.D.     | N.D.     | 18      |
| 19                          | 17 | Jules Bianchi     | Marussia-Ferrari        | 1'59"326    | N.D.     | N.D.     | 19      |
| 20                          | 9  | Marcus Ericsson   | Caterham-Renault        | 2'00"646    | N.D.     | N.D.     | 20      |
| 21                          | 4  | Max Chilton       | Marussia-Ferrari        | 2'00"865    | N.D.     | N.D.     | 21      |
| 22                          | 13 | Pastor Maldonado  | Lotus-Renault           | senza tempo | N.D.     | N.D.     | 22      |
| Tempo limite 107%: 2'03"602 |    |                   |                         |             |          |          |         |

In grassetto sono indicate le migliori prestazioni in Q1, Q2 e Q3.

## Gara

### Resoconto

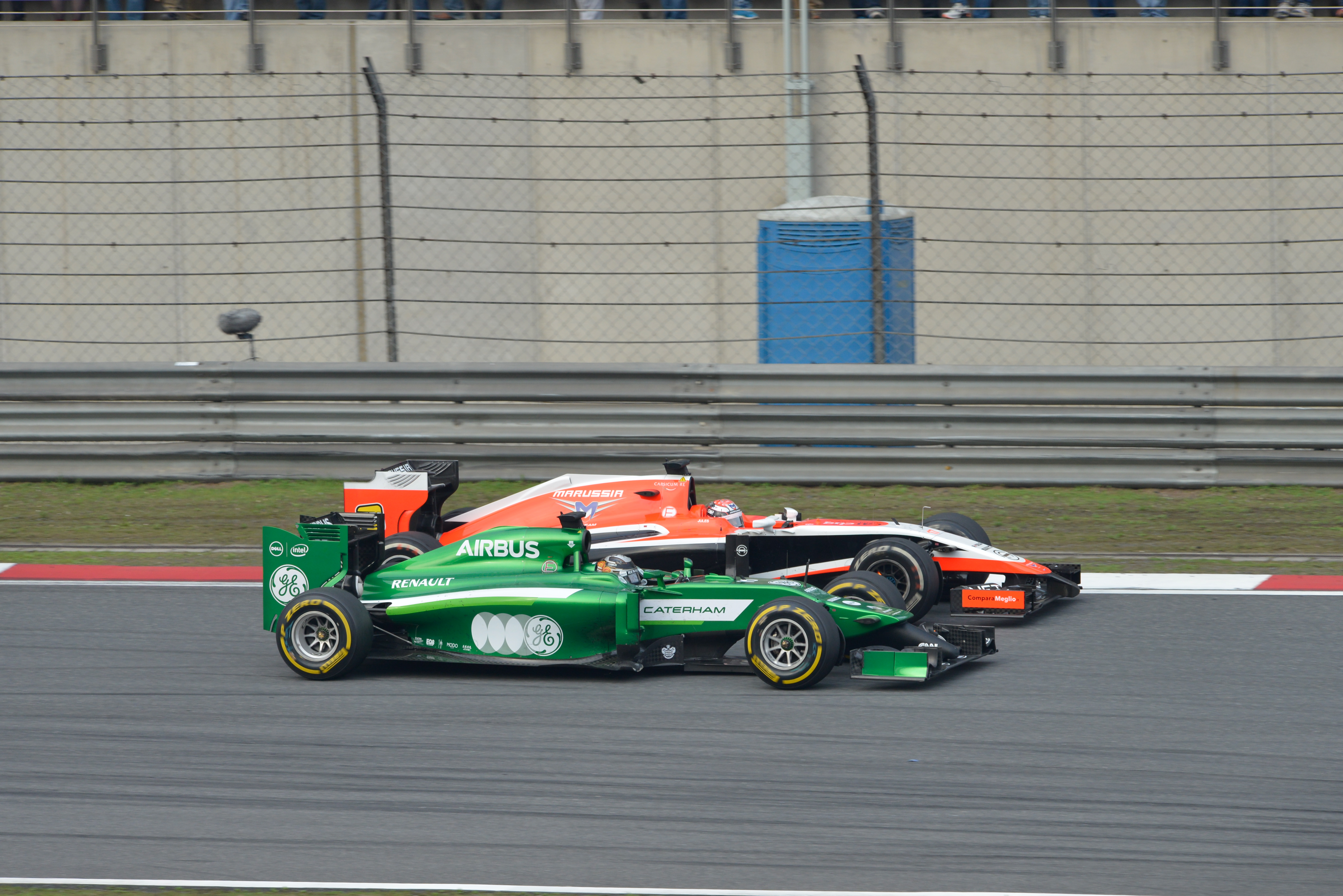
Il sorpasso di Kamui Kobayashi su Jules Bianchi, all'ultimo giro, viene annullato dall'errore della direzione di gara che espone la bandiera a scacchi un giro prima di quanto previsto. Il risultato della gara, infatti, viene stilato in base alla classifica a due giri dal termine.

La gara, a differenza delle qualifiche, si svolge su pista asciutta. Allo spegnimento dei semafori Lewis Hamilton mantiene il comando, seguito da Sebastian Vettel, Fernando Alonso (che ha anche un contatto con Felipe Massa), Daniel Ricciardo e lo stesso Massa. Più dietro le vetture di Nico Rosberg e di Valtteri Bottas si toccano, ma entrambi possono proseguire la gara.
Al quarto giro inizia la rimonta di Rosberg che passa prima Massa, poi, al giro 16 anche Ricciardo. Tre giri dopo va al primo cambio gomme Felipe Massa: un problema sulle ruote posteriori lo ferma ai box per un lungo tempo. Al giro 12 va al pit stop anche Alonso, mentre Sebastian Vettel compie ancora un giro. Il tedesco, dopo il suo cambio gomme, si trova dietro allo spagnolo. Rosberg va al cambio gomme al giro 14; due giri dopo tocca anche a Ricciardo.
Al giro 22 Rosberg recupera ancora una posizione passando Vettel, per il terzo posto. Il campione del mondo sconta dei problemi con la sua Red Bull, tanto da lasciare strada anche a Daniel Ricciardo, suo compagno di scuderia, al giro 25. La gara vede sempre al comando Lewis Hamilton, seguito da Fernando Alonso, Nico Rosberg, Daniel Ricciardo, Sebastian Vettel, Nico Hülkenberg e Valtteri Bottas.
Ormai seguito a breve distanza da Rosberg, al trentaquattresimo giro, Fernando Alonso va al secondo cambio gomme: ciò gli consente, con gomme fresche, di ampliare il margine sul tedesco della Mercedes. Rosberg e Ricciardo vanno nuovamente a cambiare gli pneumatici al 38º passaggio. Un giro dopo anche il battistrada Hamilton cambia le gomme.
Al quarantatreesimo giro Nico Rosberg supera Alonso e si posiziona al secondo posto. Negli ultimi giri Ricciardo si avvicina ad Alonso, senza riuscire però ad impensierirlo. A un giro dalla fine viene esposta erroneamente la bandiera a scacchi: tutti i piloti proseguono regolarmente fino al termine del giro 56, anche se, al termine della gara, la classifica è quella stilata al giro 54.
Lewis Hamilton, per la prima volta nella sua carriera in F1, vince tre gare di seguito, precedendo Nico Rosberg e Fernando Alonso. Per la Mercedes è il centesimo gran premio consecutivo in cui va a punti come motorista, mentre Hamilton, Rosberg e Alonso non salivano assieme sul podio dal Gran Premio di Singapore 2008.

### Risultati
I risultati del Gran Premio sono i seguenti:
| Pos | Nº | Pilota            | Costruttore             | Giri | Tempo/Ritiro | Griglia | Punti |
| --- | -- | ----------------- | ----------------------- | ---- | ------------ | ------- | ----- |
| 1   | 44 | Lewis Hamilton    | Mercedes                | 54   | 1h33'28"338  | 1       | 25    |
| 2   | 6  | Nico Rosberg      | Mercedes                | 54   | +18"062      | 4       | 18    |
| 3   | 14 | Fernando Alonso   | Ferrari                 | 54   | +23"604      | 5       | 15    |
| 4   | 3  | Daniel Ricciardo  | Red Bull Racing-Renault | 54   | +27"136      | 2       | 12    |
| 5   | 1  | Sebastian Vettel  | Red Bull Racing-Renault | 54   | +47"778      | 3       | 10    |
| 6   | 27 | Nico Hülkenberg   | Force India-Mercedes    | 54   | +54"295      | 8       | 8     |
| 7   | 77 | Valtteri Bottas   | Williams-Mercedes       | 54   | +55"697      | 7       | 6     |
| 8   | 7  | Kimi Räikkönen    | Ferrari                 | 54   | +1'16"335    | 11      | 4     |
| 9   | 11 | Sergio Pérez      | Force India-Mercedes    | 54   | +1'22"647    | 16      | 2     |
| 10  | 26 | Daniil Kvjat      | STR-Renault             | 53   | +1 giro      | 13      | 1     |
| 11  | 22 | Jenson Button     | McLaren-Mercedes        | 53   | +1 giro      | 12      |       |
| 12  | 25 | Jean-Éric Vergne  | STR-Renault             | 53   | +1 giro      | 9       |       |
| 13  | 20 | Kevin Magnussen   | McLaren-Mercedes        | 53   | +1 giro      | 15      |       |
| 14  | 13 | Pastor Maldonado  | Lotus-Renault           | 53   | +1 giro      | 22      |       |
| 15  | 19 | Felipe Massa      | Williams-Mercedes       | 53   | +1 giro      | 6       |       |
| 16  | 21 | Esteban Gutiérrez | Sauber-Ferrari          | 53   | +1 giro      | 17      |       |
| 17  | 17 | Jules Bianchi     | Marussia-Ferrari        | 53   | +1 giro      | 19      |       |
| 18  | 10 | Kamui Kobayashi   | Caterham-Renault        | 53   | +1 giro      | 18      |       |
| 19  | 4  | Max Chilton       | Marussia-Ferrari        | 52   | +2 giri      | 21      |       |
| 20  | 9  | Marcus Ericsson   | Caterham-Renault        | 52   | +2 giri      | 20      |       |
| Rit | 8  | Romain Grosjean   | Lotus-Renault           | 28   | Cambio       | 10      |       |
| Rit | 99 | Adrian Sutil      | Sauber-Ferrari          | 5    | Motore       | 14      |       |

## Classifiche mondiali

### Piloti
| Pos | Pilota           | Punti |
| --- | ---------------- | ----- |
| 1   | Nico Rosberg     | 79    |
| 2   | Lewis Hamilton   | 75    |
| 3   | Fernando Alonso  | 41    |
| 4   | Nico Hülkenberg  | 36    |
| 5   | Sebastian Vettel | 33    |
| 6   | Daniel Ricciardo | 24    |
| 7   | Valtteri Bottas  | 24    |
| 8   | Jenson Button    | 23    |
| 9   | Kevin Magnussen  | 20    |
| 10  | Sergio Pérez     | 18    |
| 11  | Felipe Massa     | 12    |
| 12  | Kimi Räikkönen   | 11    |
| 13  | Jean-Éric Vergne | 4     |
| 14  | Daniil Kvjat     | 4     |

### Costruttori
| Pos | Costruttore             | Punti |
| --- | ----------------------- | ----- |
| 1   | Mercedes                | 154   |
| 2   | Red Bull Racing-Renault | 57    |
| 3   | Force India-Mercedes    | 54    |
| 4   | Ferrari                 | 52    |
| 5   | McLaren-Mercedes        | 43    |
| 6   | Williams-Mercedes       | 36    |
| 7   | STR-Renault             | 8     |